# Disparella maiuscula
Disparella maiuscula is een pissebed uit de familie Desmosomatidae. De wetenschappelijke naam van de soort is voor het eerst geldig gepubliceerd in 2005 door Kaiser & Brix.